# Desio
De stad Desio ligt in de Noord-Italiaanse provincie Monza (regio Lombardije). Het is een belangrijke (auto)industrieplaats in de heuvelachtige streek Brianza. De grootste groei maakte Desio door in het begin van de 20e eeuw, in 1924 werden stadsrechten aan de plaats toegekend.
De belangrijkste bezienswaardigheden van Desio zijn het immense Villa Traversi-Tittoni (1840) en de kathedraal uit de 18de eeuw.
Desio is de geboorteplaats van Paus Pius XI. Hij werd hier geboren met de naam Achille Ratti.

## Geboren
- Paus Pius XI (1857-1939), geboren als Ambrogio Ratti
- Luigi Giussani (1922-2005), priester en stichter van Gemeenschap en Bevrijding
- Luigi Arienti (1937-2024), wielrenner
- Angelo Zomegnan (1955), sportjournalist en sportbestuurder
- Marco Sportiello (1992), voetballer
- Andrea Piras (2002), wielrenner